# Time travel shōjo
Time travel shōjo: Mari, Waka to 8-nin no kagakusha-tachi (タイムトラベル少女～マリ・ワカと8人の科学者たち～?, Taimu toraberu shōjo: Mari, Waka to 8-nin no kagakusha-tachi, lett. "La viaggiatrice nel tempo: Mari, Waka e gli otto scienziati") è una serie televisiva anime prodotta dallo studio WAO World per la regia di Osamu Yamasaki, trasmessa in Giappone dal 9 luglio al 24 settembre 2016.

## Trama
La giovane studentessa Mari Hayase ritrova casualmente un misterioso pendente a forma di giroscopio appartenuto a suo padre che, grazie al lavoro di un avveniristico supercomputer alimentato da un gigantesco orologio a pendolo, permette al suo possessore di viaggiare nel tempo.
Avventurandosi a più riprese attraverso varie epoche storiche, dal XVII secolo inglese agli Stati Uniti di fine '800, la ragazza, attraverso l'incontro con illustri scienziati e pensatori del passato, sarà testimone delle più avveniristiche scoperte (alcune delle quali da lei casualmente ispirate) relative allo studio dell'elettricità e del magnetismo: dalle ricerche sui poli magnetici allo sviluppo della pila di Volta, fino all'ideazione del Codice Morse.

## Personaggi
Mari Hayase (早瀬 真理?, Hayase Mari)
Doppiata da: Aki Toyosaki
La figlia primogenita del dottor Eiji Hayase, il creatore della macchina del tempo. Quando rinviene casualmente il libro del tempo questi, entrando in risonanza con il pendente regalatole dal professore, le conferisce la capacità di viaggiare nel tempo, che comincia ad usare allo scopo di svelare alcuni grandi misteri della storia umana e, in un secondo tempo, scoprire la verità sulla scomparsa di suo padre. Nel futuro, stando al libro del tempo, è destinata a diventare una famosa scienziata, oltre che la creatrice dell'ITSCA (International Time Space Control Agency), l'organizzazione internazionale che regolamenta i viaggi nel tempo.
Waka Mizuki (水城 和花?, Mizuki Waka)
Doppiata da: Minako Kotobuki
Compagna di classe di Mari e sorella di Shun, è innamorata di un altro suo compagno, Fūta, ma più in generale è attratta da qualunque uomo di bell'aspetto. Dopo aver trovato per caso un secondo pendente all'interno del laboratorio del professore, anche lei acquisisce la capacità di viaggiare nel tempo, abilità che sfrutterà in alcune occasioni per accompagnare Mari nelle sue avventure.
Shun Mizuki (水城 旬?, Mizuki Shun)
Doppiato da: Ryūichi Kijima
Il fratello maggiore di Waka, frequenta il liceo ed è considerato un astro nascente della comunità scientifica. Brillante e curioso, impara in poco tempo tutti i segreti della macchina del tempo grazie al professore, che gli permette di ottenerne il pieno controllo. In seguito scopre che nel futuro è destinato a diventare lui stesso lo scopritore della tecnologia necessaria a consentire i viaggi nel tempo, e di essere colui che, per motivi sconosciuti, ha spedito il Libro del Tempo nel passato perché il professor Hayase potesse trovarlo.
Eiji Hayase (早瀬 永司?, Hayase Eiji)
Doppiato da: Toshiyuki Morikawa
Il padre di Mari, nonché il creatore della prima macchina del tempo nella storia dell'umanità. Inizialmente lavorava alla creazione di un dispositivo di teletrasporto per conto della Mikage Industries, ma dopo aver trovato casualmente il libro del tempo, in realtà fattogli pervenire dallo Shun del futuro, lo ha utilizzato per riadattare il suo progetto facendone una macchina del tempo. Tuttavia, l'uso improprio della macchina da parte sua ha finito per provocare un'alterazione della linea temporale, alterazione che ora lo scienziato sta cercando di risolvere viaggiando attraverso le varie epoche al fine di correggere gli eventi da lui inavvertitamente modificati.
Jō Mikage (御影 丞?, Mikage Jō)
Doppiato da: Tomohiro Tsuboi
Akira Hayase (早瀬 晶?, Hayase Akira)
Doppiata da: Haruka Tomatsu
Rika Hayase (早瀬 理香?, Hayase Rika)
Doppiata da: Yui Fukuo
Rei Mizuki (水城 麗?, Mizuki Rei)
Doppiata da: Kikuko Inoue
Fūta Ichikawa (市川 風太?, Ichikawa Fūta)
Doppiato da: Daiki Yamashita
Un compagno di classe di Mari e Waka, nonché interesse amoroso di quest'ultima. Appassionato di calcio ma assolutamente negato negli studi, sogna di trasferirsi in Italia  per giocare in Serie A.
Satsuki Kuroki (黒木 さつき?, Kuroki Satsuki)
Doppiata da: Ayahi Takagaki
Assistente di mikage
William Gilbert (ウィリアム・ギルバート)
doppiato da: Tōru Ōkawa
Benjamin Franklin (ベンジャミン・フランクリン)
doppiato da: : Shinichiro Miki
Alessandro Giuseppe Antonio Anastasio Volta (アレッサンドロ・ジュゼッペ・アントニオ・アナスタージオ・ヴォルタ
doppiato da: Daiki Nakamura
Michael Faraday (マイケル・ファラデー)
doppiato da: Showtaro Morikubo
Samuel Finley Breese Morse (サミュエル・フィンリー・ブリース・モールス,
doppiato da: Kōji Yusa
Alexander Graham Bell (アレクサンダー・グラハム・ベル
doppiato da: Tomoaki Maeno
Heinrich Rudolf Hertz (ハインリヒ・ルドルフ・ヘルツ
doppiato da: Akira Ishida
Thomas Alva Edison (トーマス・アルバ・エジソン トマス・エジソン)
: Wataru Hatano

## Produzione
La serie televisiva anime, prodotta dalla WAO World e diretta da Osamu Yamasaki, è andata in onda dal 9 luglio al 24 settembre 2016. Le sigle di apertura e chiusura sono rispettivamente Kibō Traveler (希望TRAVELER?) del gruppo idol AŌP e Miss Rabbit (ミス・ラビット?, Misu Rabitto) di Erabareshi. In America del Nord i diritti sono stati acquistati dalla Funimation.

## Episodi
trama
| Nº | Titolo italiano (traduzione letterale) Giapponese 「Kanji」 - Rōmaji | In onda           | In onda |
| Nº | Titolo italiano (traduzione letterale) Giapponese 「Kanji」 - Rōmaji | Giapponese        |         |
| 1  | Gilbert il saggio 「賢者なるギルバート」 - Kenja naru Girubāto | 9 luglio 2016     |         |
| 1  | Mari Hayase è una studentessa delle scuole medie senza particolari doti per l'apprendimento o lo studio, che spende le sue giornate divisa tra la scuola e gli amici, in particolare la coetanea Waka. Di contro suo padre, il professor Hayase, è un illustre scienziato di fama internazionale, che tuttavia manca da casa da tre anni e di cui Mari sente molto la mancanza. Una sera, Waka e Mari si introducono nella biblioteca di Shun, il fratello maggiore di Waka, alla ricerca di un libro di cucina, e nel momento in cui Mari trova invece uno strano tomo sulla storia delle scoperte scientifiche sull'elettricità e il magnetismo appartenuto a suo padre il ciondolo che la ragazza portava al collo, un dono del professore, si illumina. Scomparsa nel nulla, Mari si ritrova trasportata come d'incanto nella Londra del XVII secolo, dove fa la conoscenza dello scienziato e medico William Gilbert, lo stesso raffigurato nel libro di suo padre. |                   |         |
| 2  | Gilbert triste 「悲しみのギルバート」 - Kanashimi no Girubāto | 16 luglio 2016    |         |
| 2  | Nel presente, Waka e suo fratello Shun, alla ricerca di una spiegazione per quanto accaduto a Mari, si recano nel vecchio laboratorio del professor Hayase, dove tuttavia vengono scoperti anzitempo da una guardia e sono costretti ad allontanarsi. Intanto, nel XVII secolo, Mari è testimone degli studi condotti da William Gilbert nel campo della fisica e della magnetostatica, che culmineranno, grazie anche ad intuizione suggerita a Gilbert dalla stessa Mari, alla scoperta del magnetismo terrestre e alla confutazione della teoria dei poli magnetici. Nel momento in cui Gilbert riesce infine a dimostrare le proprie scoperte, il ciondolo di Mari si illumina nuovamente, e la ragazza, così come era partita, fa ritorno nella propria epoca, sotto gli occhi attoniti e meravigliati dei suoi due amici. Ciò che non sanno, tuttavia, è che il viaggio nel tempo di Mari non è passato inosservato. |                   |         |
| 3  | Franklin il ribelle 「反骨のフランクリン」 - Hankotsu no Furankurin | 23 luglio 2016    |         |
| 3  | Avventuratisi nuovamente nel laboratorio del professor Hayase, Mari, Waka e Shun scoprono una stanza segreta, all'interno della quale rinvengono un gigantesco orologio a pendolo e un misterioso supercomputer, tutti e due in qualche modo collegati al ciondolo di Mari e ai viaggi nel tempo. Nel momento in cui Mari apre nuovamente il libro di suo padre, entrambi i dispositivi si attivano, e la ragazza compie un nuovo salto nel tempo, ritrovandosi stavolta al cospetto dello scienziato e statista Benjamin Franklin, nella Filadelfia del 1752. In un'epoca in cui i fulmini, e l'elettricità in generale, sono ancora visti dalla Chiesa e dalla gente come un fenomeno soprannaturale di origine divina, Franklin, tramite esperimenti condotti con l'utilizzo della Bottiglia di Leida, cerca disperatamente di spiegare, e soprattutto provare, la natura scientifica dell'elettricità; lo scienziato riuscirà infine a confutare la bontà della propria teoria nel bel mezzo di un temporale proprio grazie a Mari, che gli suggerirà di mettere in atto il celeberrimo esperimento con l'aquilone, grazie al quale Benjamin Franklin sarà in grado, alla presenza di molti testimoni, di immagazzinare con successo la scarica elettrica di un fulmine, subito prima che Mari, ancora una volta, faccia ritorno nella sua epoca. |                   |         |
| 4  | Volta sul campo di battaglia 「戦場のボルタ」 - Senjō no Boruta | 30 luglio 2016    |         |
| 4  | Questa volta il nuovo viaggio nel tempo di Mari la conduce nella Pavia del 1800, nel pieno di una Campagna d'Italia inspiegabilmente ancora in atto, e la città aspramente contesa tra le truppe di occupazione austriache e l'esercito francese guidato da Napoleone. In questo clima di guerra, Mari incontra prima Alessandro Volta e poi, in un secondo tempo, anche suo padre Eiji, il quale tuttavia le rivela di non essere quello partito tre anni prima, ma un Eiji Hayase di un'epoca ancora precedente, partito per il passato quando cioè Mari andava ancora alle elementari. Parlando con Mari e il professor Volta, Eiji rivela come i suoi viaggi nel tempo abbiano finito per scombussolare la corretta linea temporale (da qui lo stravolgimento circa gli eventi della Campagna d'Italia) e che se non porrà rimedio agli eventi da lui modificati Volta sarà destinato a venire ucciso dagli austriaci di lì a breve, impedendo così la creazione della celebre pila e quindi tutti i successivi studi in materia di elettricità. Infatti, mentre la discussione è ancora in corso, il laboratorio viene assaltato dalle truppe austriache, ma grazie all'intervento di Eiji, che rimanda preventivamente la figlia nel futuro grazie ad un congegno segreto inserito nel pendente, viene scongiurato il peggio, e Volta, ispirato dalle parole del professore, otterrà infine l'ispirazione necessaria a creare la sua pila. |                   |         |
| 5  | La malinconia di Faraday 「ファラデーの憂鬱」 - Faradē no yūutsu | 6 agosto 2016     |         |
| 5  | Dal momento che Waka ha trovato casualmente un secondo giroscopio dotato del potere di viaggiare nel tempo, stavolta lei e Mari compiono un viaggio insieme, ritrovandosi nella Londra del 1821, agli albori della Rivoluzione Industriale. Qui, le due ragazze conoscono un ancora giovane Michael Faraday, umile figlio di fabbri che cerca in ogni modo di ritagliarsi una fetta di notorietà nella bigotta e retrograda società londinese, in cui il lignaggio conta ancora più dell'esperienza. Gli studi condotti da Faraday, di cui le ragazze sono testimoni, coinvolgono il magnetismo e l'elettricità, e sono tesi a dimostrare come i due fenomeni, oltre ad influenzarsi a vicenda, se opportunamente utilizzati possono risultare un'efficiente fonte energetica. La discussione viene però interrotta dall'arrivo improvviso di sir Humphry Davy, il mentore di Michael, che accusa il suo pupillo di avergli rubato la ricerca sul motore elettrico (che in realtà lui aveva ufficiosamente abbandonato, reputandola impossibile da realizzare). All'improvviso, a causa di un sovraccarico della macchina del tempo, Mari ritorna nella sua epoca, ma così non è per Waka, che si ritrova invece intrappolata nel passato. Come se non bastasse i responsabili della compagnia per la quale il padre di Mari aveva creato la macchina del tempo (che inizialmente doveva essere semplicemente un veicolo di teletrasporto), guidati dall'enigmatico signor Mikage, sembrano aver scoperto la sua identità, e ora la stanno cercando. |                   |         |
| 6  | La risolutezza di Faraday 「ファラデーの覚悟」 - Faradē no kakugo | 13 agosto 2016    |         |
| 6  | Waka, rimasta nel passato, si fa per un attimo prendere dallo sconforto, venendo confortata da Faraday, e dopo una notte di riposo (corrispondente in realtà solo a pochi minuti dal punto di vista di Mari e Shun) lei e Mari riescono finalmente a parlarsi, grazie ad una comunicazione telepatica generata dai medaglioni. In questo modo, Waka viene informata dell'esistenza del meccanismo di sicurezza installato nel suo pendente, ma la ragazza, una volta saputo che Faraday, prossimo ad essere pubblicamente accusato di plagio per l'inesistente furto del progetto del suo maestro, è sul punto di abbandonare le sue ricerche (cosa che, se accadesse, annullerebbe tutte le sue scoperte nel campo dell'elettricità e dell'elettromagnetismo, e di conseguenza anche le successive), sceglie di rimandare il proprio ritorno al presente. Spronato da Waka, Michael decide di portare avanti la propria ricerca, riuscendo finalmente a concludere gli esperimenti sull'induzione elettromagnetica, gettando le basi per la riuscita dell'esperimento sul motore elettrico. Conclusi i propri obblighi, Waka torna finalmente a casa, lasciando Michael libero di completare le sue ricerche e a mettere a punto la sua legge dell'induzione elettromagnetica, meglio nota come la Legge di Faraday. Di lì a breve, sir Humphry Davy viene visitato dal dottor Eiji, che lo convince a non denunciare Michael e ad aiutarlo anzi nelle sue ricerche, rassicurandolo sul fatto che in questo modo ci sarà posto anche per lui negli annali di storia. |                   |         |
| 7  | L'ispirazione di Morse 「モールスの閃き」 - Mōrusu no hirameki | 20 agosto 2016    |         |
| 7  | Grazie alle informazioni ottenute dal dottor Eiji Mari, Shun e Waka hanno ora il controllo assoluto sulla macchina e i viaggi del tempo, e decidono di servirsene per cercare di scoprire il motivo che starebbe dietro alla sua creazione. Mari compie così un nuovo viaggio nel passato, questa volta sulle tracce di Samuel Morse. Il suo viaggio la porta prima nel 1825, in cui ha un incontro fugace con un Morse distrutto dalla morte della moglie, quindi, grazie alle modifiche apportate da Shun, nel 1834, su una nave diretta dall'Europa agli Stati Uniti. A bordo della nave, oltre a Morse (che grazie alle parole di Mari ha cominciato a riconsiderare la sua vita da mediocre pittore senza aspirazioni), Mari incontra anche suo padre, imbarcatosi proprio al fine di ispirare Morse nella creazione del famoso Codice. Dal professore, poco prima di tornare nel suo tempo, Mari scopre anche però che il libro all'origine dei viaggi non è stato creato da lui, ma sarebbe apparso dal nulla nel suo laboratorio senza una ragione precisa. Infatti, analizzando il contenuto del libro (ora completamente leggibile, quando prima vi erano solo molte pagine bianche) Shun scopre che il creatore del tomo non è altri che lui stesso, poiché nel futuro è destinato a scoprire il principio che sarà alla base dei viaggi nel tempo. |                   |         |
| 8  | La decisione di Bell 「ベルの決断」 - Beru no ketsudan | 27 agosto 2016    |         |
| 8  | Boston, 1876. Il professor Hayase è sulle tracce di Alexander Graham Bell, il futuro inventore del telefono, che tuttavia in quest'epoca lavora ancora come semplice insegnante di fonetica e oralistica nella scuola di famiglia. Gli studi sull'uso e le applicazioni del telefono, all'epoca, sono ancora ad uno stadio iniziale, ma nonostante ciò lo scienziato è restio ad abbandonare la sua scuola e la futura moglie Mabel per obbedire alle esortazioni del suocero, che invece lo vorrebbe più concentrato su di un esperimento di cui lo stesso Bell non sembra ancora comprendere le enormi potenzialità. Alla fine, grazie alle esortazioni di Hayase, Bell si convince, e assieme al professore prende il treno che porterà entrambi a Philadelphia, dove Bell potrà rendere pubbliche le sue scoperte durante le celebrazioni per il centenario dell'indipendenza. Intanto, nel presente, Mari, Waka e Shun si concedono un fine settimana al mare con le rispettive madri nella tenuta della famiglia Hayase, ma durante le vacanze si imbattono in Mikage e nella sua segretaria. I due, millantando di essersi trovati da quelle parti per caso (quando in realtà li stavano palesemente seguendo per spiarli) entrano in breve in sintonia con le madri dei ragazzi. apparendo a prima vista come persone gentili e beneducate. Mari, però, non si fida dei due, e i suoi sospetti sembrano trovare conferma quando sorprende la segretaria di Mikage mentre tenta di trafugare il libro di controllo. Cercando di nasconderlo, tuttavia, la ragazza finisce per attivarlo, e stavolta al salto nel tempo, oltre a Waka e Shun, assiste anche la sua sorellina. |                   |         |
| 9  | Le risposte di Bell 「呼応するベル」 - Koō suru Beru | 3 settembre 2016  |         |
| 9  | Date le circostanze, Waka e Shun non hanno altra scelta che parlare dell'esistenza del libro e della macchina del tempo alla madre di Mari, quindi il gruppo, disfatosi con un pretesto di Mikage, fa velocemente ritorno al laboratorio nell'attesa che Mari torni indietro. Nel mentre, nel passato, la ragazzina incontra il padre e Bell, appena arrivati a Philadelphia. Il primo incontro tra i due, stavolta, è un po' teso, soprattutto per via dell'atteggiamento del professore, che sembra quasi indifferente alle notizie portatigli da Mari circa l'atteggiamento ben disposto tenuto dalla madre verso il corteggiamento di Mikage, anche se stuzzicato più volte dalla figlia alla fine Hayase si dice più che sicuro dell'amore che lui e la moglie provano l'uno per l'altra. Poco dopo, nello studio di Bell, si presentano un gruppo di finanziatori e spettatori guidati da un amico personale dello scienziato, re Pietro II del Brasile, con la cui collaborazione Bell riesce a dimostrare davanti a tutti l'utilità e la funzionalità del telefono. Dopo aver appreso dal padre la fortunata serie di eventi che portarono Bell a teorizzare per la prima volta la sua invenzione, Mari cerca di ripartire per il futuro, scoprendo però che il meccanismo di controllo del pendente si è inceppato a causa di un grumo di sabbia penetrato tra gli ingranaggi. Shun, quindi, non ha altra scelta che usare il pendente di Waka per andare personalmente nel passato e riparare quello di Mari, ma tra lo spavento e la preoccupazione che certe cose possano verificarsi ancora a quel punto la madre di Mari (che aveva avuto poco prima un incontro telepatico con il marito, promettendogli di continuare ad aspettarlo fino al suo ritorno) decide di dire basta con i viaggi nel tempo, obbligando i tre ragazzi a consegnarle sia i pendenti che la tessera d'accesso al laboratorio. Quello che nessuno sa, però, è che ormai Mikage è consapevole delle potenzialità della macchina, ed è più determinato che mai a mettervi sopra le mani. |                   |         |
| 10 | L'orgoglio di Hertz 「ヘルツの誇り」 - Herutsu no hokori | 10 settembre 2016 |         |
| 11 | La forza d'animo di Edison 「不屈のエジソン」 - Fukutsu no Ejison | 17 settembre 2016 |         |
| 12 | Egregi scienziati 「親愛なる科学者たち」 - Shin'ai naru kagakusha-tachi | 24 settembre 2016 |         |
| 12 | Poiché il pendente usato da Mikage è lo stesso utilizzato da Eiji, l'esistenza del medesimo oggetto in due differenti forme ha generato un paradosso temporale che ha avuto come risultato una drammatica spaccatura nello spaziotempo e determinato un crash catastrofico della macchina, che comincia a bruciare provocando un incendio che in poco tempo investe tutto il laboratorio. Alla fine, il pendente di Mikage, inghiottito dal vortice, fa ritorno del futuro (dove sarà successivamente trovato da Waka, come avvenuto nell'episodio 4), e la macchina riprende per un momento a funzionare. Mari e suo padre riescono così a fare ritorno a casa, mentre Mikage, rimasto indietro, si ritrova bloccato nel XIX secolo, anche se grazie alle parole di Mari si risolverà ad aiutare Edison nella creazione del suo impero finanziario assicurando il corretto corso della storia. Con il laboratorio e la macchina del tempo ormai ridotte in cenere, poco tempo dopo essere tornato a casa il professore ha un breve colloquio con Shun, che pur avendo appreso dal libro come nel futuro la macchina del tempo sarà destinata a venire usata anche per scopi poco nobili decide nonostante tutto di seguire il suo destino, sicuro che in qualche modo la storia seguirà comunque la sua strada, grazie anche alla perseveranza e alla bontà d'animo di Mari. Infine, molti anni nel futuro, una Mari ormai diventata nonna, nonché illustre scienziata, mostra alla sua nipotina il funzionamento della Pila di Volta, mentre nello stesso momento il libro del tempo scompare "misteriosamente" dalla sua biblioteca. |                   |         |